# Andreaea pseudomutabilis
Andreaea pseudomutabilis là một loài rêu trong họ Andreaeaceae. Loài này được Dusén mô tả khoa học đầu tiên năm 1903.